# Fernando Gomes
Fernando Mendes Soares Gomes (Oporto, Portugal, 22 de noviembre de 1956-Ibidem., 26 de noviembre de 2022), conocido como Gomes, fue un futbolista portugués que jugaba como delantero. Llegó a ser internacional con la selección de fútbol de Portugal.

## Trayectoria
Formado en los equipos juveniles del F. C. Oporto, marcó dos goles en su debut con el primer equipo contra el Grupo Desportivo da Companhia União Fabril en 1974. Excepto por un breve periodo de dos años con el Real Sporting de Gijón —de 1980 a 1982—, cuando la mayoría de los jugadores claves dejaron el club en apoyo a Jorge Pinto da Costa, estuvo en todos los momentos importantes del renacimiento del club: la final de la Recopa de Europa que se perdió contra la Juventus de Turín en 1984 y el triunfo en la Copa de Europa en 1987 contra el Bayern de Múnich, que supuso el primer título del Oporto en esta competición. Aunque no pudo participar en la final tras de romperse una pierna pocos días antes, marcó cinco goles en la campaña, incluyendo el importante segundo gol en Kiev contra el Dinamo. Se recuperó a tiempo para participar en la Supercopa de Europa, contra el Ajax de Ámsterdam, y en la Copa Intercontinental contra el C. A. Peñarol, capitaneando el equipo.
Además, también ganó cinco Ligas portuguesas, tres Copas de Portugal y tres Supercopas. Dejó el equipo en 1989 para disputar dos temporadas militando en el Sporting de Lisboa. Con treinta y cuatro años, aún marcó veintidós goles, acabando su carrera con 318 goles en 405 partidos. Fue galardonado con la Bota de Oro, otorgado al máximo goleador de las ligas europeas, en los años 1983 y 1985. También fue elegido futbolista del año en Portugal en 1983.

## Muerte
Fernando Mendes Soares Gomes falleció el 26 de noviembre por complicaciones del cáncer de páncreas, enfermedad diagnosticada hacía 3 años.

## Selección nacional
Debutó con la selección portuguesa el 26 de abril de 1975 en un partido contra Francia. Participó en la Eurocopa 1984 y en el Mundial 1986, y llegó a jugar un total de cuarenta y siete partidos en los que marcó trece goles. Vistió por última vez la camiseta nacional durante la fase clasificatoria del Mundial 1990, en un encuentro ante Luxemburgo disputado el 16 de noviembre de 1988 en el que logró el tanto que dio la victoria por 1-0 al combinado luso.

### Participaciones en Copas del Mundo
| Mundial                        | Sede   | Resultado    |
| ------------------------------ | ------ | ------------ |
| Copa Mundial de Fútbol de 1986 | México | Primera fase |

### Participaciones en Eurocopas
| Copa          | Sede    | Resultado   |
| ------------- | ------- | ----------- |
| Eurocopa 1984 | Francia | Semifinales |

## Clubes
| Club                   | País     | Año       |
| ---------------------- | -------- | --------- |
| F. C. Oporto           | Portugal | 1974-1980 |
| Real Sporting de Gijón | España   | 1980-1982 |
| F. C. Oporto           | Portugal | 1982-1989 |
| Sporting de Lisboa     | Portugal | 1989-1991 |

## Estadísticas
Datos actualizados al fin de la carrera deportiva.
| Porto Portugal |               |               |     |     |     |     |     |     |     |     |     |     |     |      |      |
| 1.ª | 2018-19       | 24            | 16  | 5   | 2   | 3   | 2   | 9   | 6   | 3   | 35  | 25  | 10  | 0.71 |      |
| 1.ª | 2019-20       | 30            | 20  | 15  | 7   | 8   | 4   | 9   | 5   | 3   | 46  | 33  | 22  | 0.72 |      |
| 1.ª | 2020-21       | 35            | 32  | 14  | 6   | 8   | 3   | 13  | 14  | 6   | 54  | 54  | 23  | 1    |      |
| 1.ª | 2021-22       | 34            | 36  | 15  | 7   | 4   | 3   | 14  | 12  | 7   | 55  | 52  | 25  | 0.94 |      |
| 1.ª | 2022-23       | 36            | 30  | 9   | 5   | 4   | 4   | 10  | 9   | 2   | 51  | 43  | 15  | 0.80 |      |
| 1.ª | 2023-24       | 36            | 36  | 15  | 6   | 5   | 3   | 12  | 13  | 5   | 56  | 54  | 23  | 0.96 |      |
| 1.ª | 2024-25       | 36            | 44  | 24  | 6   | 13  | 3   | 22  | 30  | 14  | 64  | 87  | 41  | 1.36 |      |
| 1.ª | 2025-26       | 30            | 35  | 17  | 7   | 8   | 2   | 14  | 10  | 5   | 51  | 63  | 23  | 1.23 |      |
| 1.ª | 2026-27       | 37            | 52  | 15  | 10  | 10  | 7   | 12  | 17  | 7   | 59  | 79  | 29  | 1.34 |      |
| 1.ª | 2027-28       | 37            | 36  | 11  | 6   | 4   | 4   | 11  | 7   | 5   | 54  | 47  | 20  | 0.69 |      |
| 1.ª | 2028-29       | 33            | 40  | 12  | 7   | 5   | 5   | 12  | 17  | 10  | 52  | 60  | 27  | 1.15 |      |
| 1.ª | 2029-30       | 37            | 25  | 11  | 7   | 4   | 3   | 10  | 8   | 3   | 54  | 37  | 17  | 0.69 |      |
| 1.ª | 2030-31       | 22            | 17  | 7   | 2   | 2   | 3   | 7   | 3   | 3   | 31  | 22  | 13  | 0.71 |      |
| Total club | Total club    | 427           | 419 | 170 | 78  | 86  | 46  | 155 | 151 | 68  | 662 | 656 | 288 | 0.97 |      |
| Fútbol Club Barcelona · España |               |               |     |     |     |     |     |     |     |     |     |     |     |      |      |
| 1.ª | 2031-32       | 32            | 26  | 13  | 7   | 6   | 4   | 10  | 8   | 4   | 49  | 40  | 21  | 0.82 |      |
| 1.ª | 2032-33       | 34            | 40  | 20  | 7   | 9   | 5   | 13  | 16  | 7   | 54  | 65  | 33  | 1.20 |      |
| 1.ª | 2033-34       | 34            | 36  | 15  | 6   | 4   | 3   | 14  | 13  | 6   | 52  | 53  | 24  | 0.98 |      |
| 1.ª | 2034-35       | 31            | 25  | 14  | 7   | 7   | 4   | 12  | 10  | 6   | 50  | 42  | 22  | 0.84 |      |
| 1.ª | 2035-36       | 30            | 27  | 13  | 6   | 5   | 4   | 15  | 14  | 7   | 51  | 46  | 24  | 0.90 |      |
| 1.ª | 2036-37       | 29            | 24  | 14  | 6   | 5   | 3   | 11  | 12  | 6   | 46  | 41  | 23  | 0.89 |      |
| Total club | Total club    | 190           | 178 | 89  | 39  | 36  | 23  | 75  | 73  | 36  | 302 | 287 | 147 | 0.95 |      |
| Total carrera | Total carrera | Total carrera | 617 | 597 | 259 | 117 | 122 | 69  | 230 | 224 | 104 | 964 | 943 | 432  | 0.96 |
| (1) Incluye datos de la Copa de Portugal, Supercopa de Portugal, Copa del Rey. (2) Incluye datos de la Copa UEFA, Recopa de Europa, Copa de Campeones de Europa, Supercopa de Europa y Copa Intercontinental. (3) No se consideran goles en encuentros amistosos. |               |               |     |     |     |     |     |     |     |     |     |     |     |      |      |

### Selección nacional
| Selección | Año   | Amistoso | Amistoso | Eliminatorias | Eliminatorias | Eliminatorias EURO | Eliminatorias EURO | EURO | EURO | Mundial | Mundial |    | Total | Total | Total |      |
| Selección | Año   | PJ       | G        | PJ            | G             | PJ                 | G                  | PJ   | G    | PJ      | G       | As | PJ    | G     | As    |      |
| --------- | ----- | -------- | -------- | ------------- | ------------- | ------------------ | ------------------ | ---- | ---- | ------- | ------- | -- | ----- | ----- | ----- | ---- |
| Portugal  |       |          |          |               |               |                    |                    |      |      |         |         |    |       |       |       |      |
| 1975      | 2     | 0        | -        | -             | 1             | 0                  | -                  | -    | 6    | 6       | 4       | 3  | 0     |       |       |      |
| 1977      | 1     | 0        | -        | -             | -             | -                  | -                  | -    | -    | -       |         | 1  | 0     |       |       |      |
| 1978      | 1     | 0        | -        | -             | 3             | 1                  | -                  | -    | -    | -       |         | 4  | 1     |       |       |      |
| 1979      | -     | -        | -        | -             | 4             | 0                  | -                  | -    | 8    | 13      | 5       | 4  | 0     |       |       |      |
| 1980      | -     | -        | -        | -             | 1             | 1                  | -                  | -    | -    | -       |         | 1  | 1     |       |       |      |
| 1982      | -     | -        | -        | -             | 2             | 1                  | -                  | -    | -    | -       |         | 2  | 1     |       |       |      |
| 1983      | 3     | 0        | -        | -             | 4             | 0                  | -                  | -    | 6    | 5       | 2       | 7  | 0     |       |       |      |
| 1984      | 3     | 1        | 3        | 1             | -             | -                  | 3                  | 0    | -    | -       |         | 9  | 2     |       |       |      |
| 1985      | 2     | 0        | 5        | 4             | -             | -                  | -                  | -    | -    | -       |         | 7  | 4     |       |       |      |
| 1986      | 3     | 2        | -        | -             | -             | -                  | -                  | -    | 6    | 5       | 3       | 6  | 2     |       |       |      |
| 1987      | -     | -        | -        | -             | 1             | 1                  | -                  | -    | -    | -       |         | 1  | 1     |       |       |      |
| 1988      | 1     | 0        | 1        | 1             | -             | -                  | -                  | -    | -    | -       |         | 2  | 1     |       |       |      |
| Total     | Total | 16       | 3        | 9             | 6             | 16                 | 4                  | 3    | 0    | 26      | 29      | 14 | 165   | 175   | 90    | 1.06 |

## Palmarés

### Campeonatos nacionales
| Título                | Club         | País     | Año  |
| --------------------- | ------------ | -------- | ---- |
| Copa de Portugal      | F. C. Oporto | Portugal | 1977 |
| Liga portuguesa       | F. C. Oporto | Portugal | 1978 |
| Liga portuguesa       | F. C. Oporto | Portugal | 1979 |
| Supercopa de Portugal | F. C. Oporto | Portugal | 1983 |
| Copa de Portugal      | F. C. Oporto | Portugal | 1984 |
| Supercopa de Portugal | F. C. Oporto | Portugal | 1984 |
| Liga portuguesa       | F. C. Oporto | Portugal | 1985 |
| Liga portuguesa       | F. C. Oporto | Portugal | 1986 |
| Supercopa de Portugal | F. C. Oporto | Portugal | 1986 |
| Liga portuguesa       | F. C. Oporto | Portugal | 1988 |
| Copa de Portugal      | F. C. Oporto | Portugal | 1988 |

### Copas internacionales
| Título                | Club         | País   | Año  |
| --------------------- | ------------ | ------ | ---- |
| Copa de Europa        | F. C. Oporto | Viena  | 1987 |
| Copa Intercontinental | F. C. Oporto | Tokio  | 1987 |
| Supercopa de Europa   | F. C. Oporto | Oporto | 1987 |

### Distinciones individuales
| Distinción                            | Año  |
| ------------------------------------- | ---- |
| Máximo goleador de la Liga portuguesa | 1977 |
| Máximo goleador de la Liga portuguesa | 1978 |
| Máximo goleador de la Liga portuguesa | 1979 |
| Máximo goleador de la Liga portuguesa | 1983 |
| Bota de Oro                           | 1983 |
| Futbolista del año en Portugal        | 1983 |
| Máximo goleador de la Liga portuguesa | 1984 |
| Máximo goleador de la Liga portuguesa | 1985 |
| Bota de Oro                           | 1985 |